# 原教子の「二泊三日の旅」シリーズ
『原教子の「二泊三日の旅」シリーズ』（はらきょうこの にはくみっかのたび シリーズ）は、1986年から1990年までテレビ朝日系「土曜ワイド劇場」で放送されたテレビドラマシリーズ。全5回。

## 概要
- 主人公の女&男が企画物ツアーに参加し、参加しているメンバーたちと一緒にツアーに出かけ、観光めぐりをしている最中に連続殺人事件が起き、事件に巻き込まれた主人公の女&男コンビが探偵気取りで連続殺人事件の真相に挑み、解決していくシリーズドラマ。
- 基本的には、まず参加したツアー中で殺人事件が起こり、好奇心旺盛な主人公の女が相手の男と一緒に事件を探り始めるが、事件を追うごとに新たな殺人事件が発生してしまう。女と男は連続殺人事件に巻き込まれていくが、最終的には見事な推理と鮮やかなコンビネーションで事件を解決させる。被害者は必ずツアーのメンバーで、犯人も必ずツアーのメンバーである。 最初は何気ないツアー参加者メンバーたちなのだが、ツアーを続けていく中で、複雑な人間関係を浮き彫りにしていく。企画通り、『二泊三日の旅』の最終日で事件が解決する。
- 「○○ツアー殺人事件」というタイトルの場合は大空眞弓主演で（実質的には、第1弾は杉田かおる主演、第4弾は沖直美主演）、「豪華△△○○ツアー殺人事件」というタイトルの場合は叶和貴子主演である（○○は企画、△△は乗物）。
- このシリーズドラマのサブタイトルには必ず、『□□二泊三日の旅』がつく（□□は地名）。
- 1990年8月放送の第5弾をもってシリーズが完結した。

## キャスト
第1作「お見合いツアー殺人事件」（1986年）
- 高橋冬子（交和旅行社 社員） - 大空眞弓
- 井沢涼子（OL） - 杉田かおる
- 亜矢子（結婚詐欺師） - 朝比奈順子
- 山岸大助 - 鶴田忍
- 赤間 - 草薙良一
- 刑事 - 生井健夫
- 村上幸夫（パイロット・結婚詐欺師） - 萩原流行
- 大島和人（警視庁刑事） - 三浦浩一
- 三好美智子、沼崎悠、田口守、みろく光恵、別府康男、今村廣則、門脇三郎、佐々木誠人、菊池栄和子、井上牧子、小沢優子

第2作「豪華サロンカー婚約ツアー殺人事件」（1987年）
- 深見千津子（海堂商事 秘書・海堂の婚約者） - 叶和貴子
- 野木雅之（スポーツクラブ経営者） - 目黒祐樹
- 野木秋子（野木の妻） - 松本留美
- 屋代直也（インストラクター） - 新井康弘
- 松本都（会員） - 谷川みゆき
- マリ（財閥の令嬢） - 松本ちえこ
- 長谷川トモエ（ブティック経営者） - 高林由紀子
- 刑事 - 石濱朗
- 藤島（宝石商） - 上田耕一
- 海堂高文（海堂商事 2代目社長） - 篠田三郎
- 平沢智子、沼崎悠、田口守、岩城力也、平野稔、立原れい子、後藤まどか、佐伯ゆかり、門脇三郎、まる秀也、春日雅樹、滝川昌良、石波義人、武井純子、中村恵子

第3作「島めぐり豪華フェリー花嫁ツアー殺人事件」（1988年）
- 牧村麻子（OL） - 叶和貴子
- 本間（麻子の会社の同僚） - 国広富之
- 高杉（麻子の会社の同僚） - 中島久之
- ナオコ（本名：辻真弓） - 友里千賀子
- アキコ - あき竹城
- 岩佐（辻真弓のパートナー） - 信実一徳
- 山下鉄也（麻子の会社の元同僚） - 時本和也
- 川口 - 山田辰夫
- 刑事 - 犬塚弘
- 香月万里（アイアイ企画 所長） - 江波杏子
- 仙波和之、幸田直子、瀬良好恵、岩城力也、別府康男、二宮寛、山本恵美子、根本里生子、遠山俊也、池谷美香、中村恵子、宇治絵美、土井みゆき、喜多村嘉一、仲徹也、加藤盛大、古川里和

第4作「披露宴ツアー殺人事件」（1988年）
- ミワコ（ホテル「平湯館」従業員・杉田の従姉弟） - 大空眞弓
- サクラ（パシフィック観光 社員） - 沖直美
- アサコ（パシフィック観光 社員） - 立枝歩
- ミワコの夫（12年前自殺） - 中丸新将
- 冬木（パシフィック観光 課長） - 目黒祐樹
- 和田（刑事） - 木村元
- 堀井（杉田の幼馴染） - 中島久之
- 杉田（パシフィック観光 社員） - 名高達郎
- 平沢智子、徳丸純子、沼崎悠、岩城力也、武藤大助、浦野真彦、渡辺尚子、及川久美子、坂岡浩純、深山千歳、滝川昌良、杉弥生、木戸竜作、三浦剛、木村真教、パノス・エバンゲリデス

第5作「豪華ヨット初恋ツアー殺人事件」（1990年）
- 菊池可奈子（明和商会 社員） - 叶和貴子
- 朝倉萠子 - 島かおり
- 桜井麻子 - 渡辺典子（幼少期：中野美穂）
- 桜井貴子（麻子の養母） - 川口敦子
- 伴場茂 - 森一
- 相沢 - 沼崎悠
- 相沢の連れ - 志水季里子
- 大学生 - 岩城正剛
- 貴子の友人 - 川口節子、佐久間まち子
- 不審な男 - 伊藤高
- 岩城スタジオの女主人 - 音羽久米子
- 横山克也 - 天田俊明
- 山野浩（可奈子の小学校の同級生） - 藤堂新二
- 戸田（田辺南警察署 刑事） - 藤木悠
- 安西知之（グリーン観光 添乗員） - 篠田三郎
- 高山典子、永田豪史、武藤大助、上田志織、矢田裕貴、及川久美子、笙田ひろ子、横須賀弘、田中愛子、石川崇人

## スタッフ
- 脚本 - 原教子
- 音楽 - 石川鷹彦
- 監督 - 松島稔
- 制作 - テレビ朝日、にっかつ撮影所

## 放送日程
| 話数 | 放送日         | サブタイトル                                                               | 脚本   | 監督   | 視聴率 |
| ---- | -------------- | -------------------------------------------------------------------------- | ------ | ------ | ------ |
| 1    | 1986年11月29日 | お見合いツアー殺人事件・八丈島二泊三日の旅 16人の乗客の中に真犯人がいる!   | 原教子 | 松島稔 | 21.4%  |
| 2    | 1987年9月12日  | 豪華サロンカー婚約ツアー殺人事件・蓼科高原女神湖二泊三日の旅               | 原教子 | 松島稔 | 21.8%  |
| 3    | 1988年2月6日   | 島めぐり豪華フェリー花嫁ツアー殺人事件・鳥羽、伊勢志摩二泊三日の旅         | 原教子 | 松島稔 | 21.0%  |
| 4    | 1988年12月24日 | 披露宴ツアー殺人事件・飛騨高山―平湯温泉二泊三日の旅 花嫁は初夜に狙われる!? | 原教子 | 松島稔 | 18.1%  |
| 5    | 1990年8月11日  | 豪華ヨット初恋ツアー殺人事件・リゾートビーチ南紀白浜二泊三日の旅           | 原教子 | 松島稔 | 19.1%  |